# Anderson Duarte
Anderson Nathael Duarte da Silva (ur. 23 marca 2004 w Tacuarembó) – urugwajski piłkarz występujący na pozycji lewego skrzydłowego, od 2025 roku zawodnik meksykańskiego Mazatlán.